# Tính hợp pháp của việc Nga xâm lược Ukraina
Việc Nga xâm lược Ukraina năm 2022 đã vi phạm luật pháp quốc tế (bao gồm cả Hiến chương Liên hợp quốc), và cấu thành tội xâm lược trong luật hình sự quốc tế.  Cuộc xâm lược cũng được cho là bất hợp pháp theo bộ luật hình sự trong nước của một số quốc gia - bao gồm cả Ukraina và Nga - mặc dù có những trở ngại về thủ tục đối với việc truy tố theo các bộ luật này.   Bài viết này thảo luận về các quy định pháp lý quốc tế và trong nước mà Nga bị cho là đã vi phạm, cũng như các lý lẽ bào chữa pháp lý của Nga cho cuộc xâm lược và phản ứng của các chuyên gia pháp lý đối với những lý lẽ đó. Tính hợp pháp của cuộc xâm lược của Nga thực chất là một chủ đề khác biệt với việc các quan chức chính trị hoặc chiến binh cá nhân có phạm tội ác chiến tranh hay tội ác chống lại loài người hay không.

## Bối cảnh

### Chiến tranh Donbas
Vào tháng 3 năm 2014, Nga sáp nhập Krym từ Ukraina.   Cùng thời gian đó, các cuộc biểu tình của các nhóm ly khai thân Nga đã diễn ra tại các tỉnh Donetsk và Luhansk của Ukraina, được gọi chung là Donbas.   Nga đã lợi dụng những cuộc biểu tình này để phát động một chiến dịch phối hợp chính trị và quân sự chống lại Ukraina.   Những sự kiện này đã dẫn đến một cuộc xung đột quân sự đang diễn ra giữa lực lượng ly khai do Nga hậu thuẫn và lực lượng Ukraina ở Donbas, trong đó các khu vực do phe ly khai kiểm soát được tổ chức thành hai hệ thống bán quốc gia: Cộng hòa Nhân dân Luhansk và Cộng hòa Nhân dân Donetsk. Các chính phủ tự xưng này không được bất kỳ chính phủ nào ngoài Nga và đồng minh Syria công nhận. 

### Dẫn đến hành động quân sự của Nga
Cuộc xâm lược của Nga vào Ukraine vào năm 2022 theo sau một đợt tập trung quân sự khổng lồ. Nga bắt đầu tăng cường hiện diện quân sự gần biên giới với Ukraina vào tháng 3 và tháng 4 năm 2021.  Mặc dù chính phủ Nga liên tục phủ nhận rằng họ có ý định xâm lược Ukraina, chính phủ Hoa Kỳ đã công bố thông tin tình báo về các kế hoạch xâm lược của Nga vào tháng 12 năm 2021, bao gồm các bức ảnh vệ tinh cho thấy quân đội và thiết bị của Nga gần biên giới Ukraina.   Khi những sự kiện này lộ ra, các quan chức Nga cáo buộc Ukraine kích động căng thẳng, thù ghét người Nga và đàn áp những người nói tiếng Nga, đồng thời đưa ra nhiều yêu cầu an ninh từ Ukraine, NATO và các đồng minh EU không thuộc NATO. 
Vào ngày 21 tháng 2 năm 2022, Tổng thống Nga Vladimir Putin đã có bài phát biểu trên truyền hình đặt câu hỏi về tính hợp pháp của nhà nước Ukraina và chỉ ra rằng ông có ý định công nhận ngay lập tức nền độc lập của Donetsk và Luhansk. 

### Bắt đầu và biện minh cho cuộc xâm lược
Vào ngày 24 tháng 2, Putin đã có một bài phát biểu khác thông báo về một "chiến dịch quân sự đặc biệt" ở Ukraina. Putin tuyên bố rằng sự can thiệp quân sự của Nga vào Ukraina là cần thiết để "bảo vệ những người đã bị chính phủ Ukraina ngược đãi và diệt chủng" và để "bảo vệ nước Nga và nhân dân của chúng ta." Putin cũng nói rằng Cộng hòa Nhân dân Donetsk và Luhansk - mà chính phủ Nga đã chính thức công nhận chỉ hai ngày trước bài phát biểu của Putin - đã yêu cầu hỗ trợ trong cuộc chiến chống lại chính phủ Ukraina. Các mục tiêu đã nêu của "chiến dịch quân sự đặc biệt" của Nga bao gồm "phi quân sự hóa và phi phát xít hóa Ukraina." 
  Các học giả đã chỉ trích những cáo buộc của Putin về tội diệt chủng và so sánh Ukraina với một quốc gia Đức Quốc xã là vô căn cứ. 
Ngay sau bài phát biểu của Putin, chính phủ Ukraina đã thông báo về các cuộc không kích và tấn công bằng pháo ở Kyiv, Kharkiv và Dnipro, cũng như ở biên giới với Nga. Tổng thống Ukraina Volodymyr Zelenskyy tuyên bố thiết quân luật và kêu gọi tổng động viên.  Xung đột vẫn tiếp diễn.

## Hiến chương Liên hợp quốc
Nga là thành viên của Liên hợp quốc (LHQ) kể từ tháng 12 năm 1991, khi nước này tiếp quản ghế của Liên bang Xô viết không còn tồn tại.   Hiến chương Liên hợp quốc năm 1945 đặt ra các điều kiện mà theo đó các quốc gia thành viên Liên hợp quốc có thể áp dụng liên quan đến chiến tranh hoặc việc dùng lực lượng vũ trang nói chung một cách hợp pháp (một khái niệm được gọi là jus ad bellum). 

### Tính hợp pháp của việc Nga sử dụng vũ lực chống lại Ukraina
Điều 2 (4) của Hiến chương Liên hợp quốc quy định rằng tất cả các thành viên của Liên hợp quốc "phải kiềm chế trong các mối quan hệ quốc tế của mình, tránh đe dọa hoặc sử dụng vũ lực chống lại sự toàn vẹn lãnh thổ hoặc độc lập chính trị của bất kỳ quốc gia nào, hoặc theo bất kỳ cách nào khác không phù hợp với Mục đích của Liên hợp quốc. " Tương tự, Điều 2 (3) của Hiến chương yêu cầu tất cả các quốc gia thành viên "giải quyết các tranh chấp quốc tế của họ bằng các biện pháp hòa bình sao cho hòa bình và an ninh quốc tế và công lý không bị đe dọa." 
Nhiều chuyên gia về luật pháp quốc tế và đối ngoại cho rằng việc Nga xâm lược Ukraina đã vi phạm các nguyên tắc này, cụ thể là Điều 2 (4) cấm "sử dụng vũ lực" chống lại các quốc gia khác.  Như chi tiết dưới đây, họ cũng thường bác bỏ những biện minh pháp lý chính thức của chính phủ Nga cho cuộc xâm lược Ukraina.

#### Biện minh tự vệ
Nga đã lập luận rằng việc sử dụng vũ lực chống lại Ukraine là hợp pháp theo Điều 51 của Hiến chương Liên hợp quốc, bảo lưu quyền của các quốc gia thành viên Liên hợp quốc được tự vệ trước "một cuộc tấn công vũ trang" và tham gia vào "quyền tự vệ tập thể." Cụ thể, Nga đã tuyên bố rằng họ có thể sử dụng vũ lực chống lại Ukraina để bảo vệ Cộng hòa Nhân dân Donetsk và Cộng hòa Nhân dân Luhansk, mà Nga công nhận là các quốc gia độc lập. Các chuyên gia luật quốc tế và chính sách đối ngoại như John B. Bellinger III, Gabriella Blum, Naz Modirzadeh, và Anthony Dworkin đã chỉ trích lập luận này. 
Bellinger và Dworkin cho rằng Nga không thể dựa vào biện minh tự vệ vì Ukraina không đe dọa hay tấn công bất kỳ quốc gia nào khác.   Cả bốn học giả cũng gợi ý rằng ngay cả khi Ukraina đã lên kế hoạch tấn công Donetsk hoặc Luhansk, Nga cũng không thể viện dẫn điều khoản tự vệ tập thể của Điều 51 vì các khu vực này không được công nhận là các quốc gia riêng biệt theo luật pháp quốc tế.   Allen Weiner của Trường Luật Stanford cũng đưa ra lập luận tương tự, ví các lập luận tự vệ tập thể của Nga với một tình huống giả định trong đó một thực thể hiện đại tự xưng là "Cộng hòa Texas" độc lập đã mời một chính phủ nước ngoài gửi quân đến chiến đấu chống lại Hoa Kỳ. 

#### Lời biện minh cho tội ác diệt chủng / can thiệp nhân đạo
Tương tự như vậy, các chuyên gia đã bác bỏ lập luận của Nga rằng cuộc xâm lược của họ được biện minh trên cơ sở nhân đạo để bảo vệ những người nói tiếng Nga ở Donbass. Một số nhà bình luận đã đặt câu hỏi liệu luật pháp quốc tế (bao gồm cả Hiến chương Liên hợp quốc và Công ước về Diệt chủng) có cho phép các quốc gia sử dụng vũ lực chống lại quốc gia khác để khắc phục tội ác diệt chủng hoặc vi phạm nhân quyền hay không, vì tính hợp pháp của can thiệp nhân đạo bị tranh chấp nặng nề.   Trong bất kỳ trường hợp nào, những lời biện minh nhân đạo của Nga cho cuộc xâm lược được nhiều người coi là cái cớ và không có cơ sở chứng minh bởi bất kỳ bằng chứng nào cho thấy Ukraina đã cam kết hoặc đang thực hiện bất kỳ hành động nào chống lại người Nga ở Donetsk và Luhansk có thể dẫn đến tội ác diệt chủng. 

#### So sánh với các biện pháp can thiệp của phương Tây ở các nước khác
Nga cũng cố gắng biện minh cho cuộc xâm lược Ukraina bằng cách so sánh các hành động của mình với các hành động can thiệp của Hoa Kỳ và các đồng minh trong Chiến tranh Kosovo, Chiến tranh Iraq, Khủng hoảng Libya và Nội chiến Syria.
Những so sánh này đã bị bác bỏ là không phù hợp vì một hành động bất hợp pháp không làm cho một hành vi khác trở thành hợp pháp.   Ví dụ, Giáo sư Blum và Modirzadeh đã nhận xét rằng "những lập luận này sẽ không có sức nặng đối với bất kỳ tòa án pháp luật nào" bởi vì "ngay cả khi [chúng] là sự thật, một hành vi sử dụng vũ lực bất hợp pháp không thể biện minh cho hành vi khác."   Tương tự giáo sư Ingrid Wuerth cũng nói rằng các lập luận của Nga "chẳng đi đến đâu về mặt pháp lý hoặc đạo đức biện minh cho hành động của chính Nga," mặc dù bà đồng ý với Nga "rằng các nước hùng mạnh khác đã phá hoại luật pháp quốc tế cấm sử dụng vũ lực và bảo vệ toàn vẹn lãnh thổ." 
Hầu hết các chuyên gia đồng ý rằng cuộc tấn công Iraq do Hoa Kỳ lãnh đạo là bất hợp pháp,   và cũng đã có các cuộc tranh luận về tính hợp pháp của các hành động của NATO ở Kosovo  và Libya.

### Các phản ứng của LHQ đối với cuộc xâm lược của Nga
Vào ngày 26 tháng 2 năm 2022, Nga đã phủ quyết một nghị quyết của Hội đồng Bảo an Liên hợp quốc kêu gọi Nga ngừng ngay lập tức cuộc xâm lược Ukraina. Trung Quốc, Ấn Độ và Các Tiểu vương quốc Ả Rập Thống nhất bỏ phiếu trắng; 11 thành viên còn lại của Hội đồng Bảo an đã bỏ phiếu tán thành nghị quyết.  Vài ngày sau, một nghị quyết của Đại hội đồng Liên hợp quốc lên án cuộc xâm lược của Nga đã được thông qua với đa số phiếu bầu áp đảo 141-5, với 35 quốc gia bỏ phiếu trắng. 
Trong số các tuyên bố khác, nghị quyết của Đại hội đồng kêu gọi Nga tuân thủ Hiến chương Liên hợp quốc và Tuyên bố năm 1970 về các nguyên tắc của luật pháp quốc tế liên quan đến quan hệ hữu nghị.  Tuyên bố về mối quan hệ thân thiện nói rằng việc hỗ trợ một nhóm nổi dậy ở một quốc gia khác sẽ đe dọa đến "sự toàn vẹn lãnh thổ" của quốc gia đó và các quốc gia có nghĩa vụ kiềm chế không tham gia vào các hành động như vậy. 

## Vi phạm các thỏa thuận quốc tế
Cuộc xâm lược Ukraina cũng có thể đã vi phạm các thỏa thuận quốc tế mà Nga là một bên tham gia, bao gồm:
- Đạo luật cuối cùng của Helsinki năm 1975, trong đó Liên Xô hứa sẽ không vi phạm "sự toàn vẹn lãnh thổ" của các bên ký kết khác, bao gồm cả việc sử dụng vũ lực. Nga và Ukraina đều được hình thành từ sự tan rã của Liên Xô.
- Bản ghi nhớ Budapest năm 1994, trong đó Nga, Hoa Kỳ và Vương quốc Anh nhất trí “tôn trọng độc lập và chủ quyền và các biên giới hiện có của Ukraina.”
- Thỏa thuận Minsk, là một cặp thỏa thuận ngừng bắn được ký kết bởi Nga và Ukraina liên quan đến cuộc xung đột giữa các quốc gia này bắt đầu vào năm 2014. [44]

## Tội xâm lược
Vì vi phạm Hiến chương Liên hợp quốc, và không chỉ là một hành vi xâm phạm biên giới nhỏ,  Sự can thiệp quân sự của Nga vào Ukraina cũng bị coi là tội xâm lược theo Điều 8bis (1) của Quy chế Rome, được định nghĩa là "một hành động của hành vi gây hấn, xét theo đặc điểm, mức độ nghiêm trọng và quy mô của nó, cấu thành một hành vi vi phạm rõ ràng Hiến chương Liên hợp quốc. " Bởi vì hành động đó không được sự cho phép của tổ chức Hội đồng Bảo an và không thể là hành động tự vệ, "Rõ ràng cuộc xâm lược của Nga vào Ukraina được coi là một hành động xâm lược, vi phạm toàn vẹn lãnh thổ và độc lập chính trị của Ukraina," Ardi Imseis viết vào ngày 24 tháng 2. Ngoài việc giảng dạy luật, Imseis còn là cựu cố vấn pháp lý của Liên Hợp Quốc, người được bổ nhiệm để điều tra các vi phạm luật nhân quyền và nhân quyền ở Yemen từ năm 2019 đến năm 2021.
Quy chế Rome cũng chỉ rõ rằng "Tòa án sẽ không thực hiện quyền tài phán của mình" đối với tội ác xâm lược do các quốc gia không phải là thành viên của quy chế. Nga không phải là thành viên của Quy chế Rome.  Việc Hội đồng Bảo an giới thiệu đến Tòa án Hình sự Quốc tế (ICC) luôn rất khó xảy ra theo hệ thống hiện tại, do Nga có quyền phủ quyết và mối quan hệ của nước này với Trung Quốc, nước cũng là thành viên thường trực của hội đồng.  Trở ngại này đối với việc truy tố của ICC đã tránh được bởi một số lượng chưa từng có các nước thành viên đề cập vấn đề với tòa trọng tài. Nó có thể bị truy tố ở các quốc gia công nhận quyền tài phán chung đối với các tội xâm lược và cho phép xét xử vắng mặt. 
Ngoài hành vi xâm lược, Nga còn bị cáo buộc tội ác chiến tranh và tội ác chống lại loài người, tiến hành chiến tranh vi phạm luật pháp quốc tế, tấn công bừa bãi vào các khu vực đông dân cư và khiến thường dân bị thiệt hại không đáng có và không tương xứng.

## Tính hợp pháp của cuộc xâm lược theo các bộ luật hình sự trong nước
Một số nhà bình luận lưu ý rằng ngoài việc vi phạm luật pháp quốc tế, cuộc xâm lược Ukraina còn vi phạm bộ luật hình sự trong nước của một số quốc gia, bao gồm bộ luật hình sự của Nga, Ukraina, Belarus và Ba Lan.   Ví dụ, Điều 353 của Bộ luật Hình sự Nga nghiêm cấm việc lập kế hoạch, chuẩn bị, phát động hoặc tiến hành một cuộc chiến tranh gây hấn.   Bộ luật hình sự của Ukraina (điều 437), Belarus (điều 122) và Ba Lan (điều 117) có những quy định cấm tương tự. Bất kỳ quốc gia nào tìm cách bắt đầu truy tố theo luật quốc gia của mình sẽ cần phải có quyền tài phán theo lãnh thổ đối với các tội phạm phát sinh từ cuộc xâm lược Ukraina hoặc cho phép quyền tài phán phổ quát. Các học thuyết về quyền miễn trừ của một quốc gia sẽ là một trở ngại khác đối với việc truy tố. 
Theo nguyên tắc thẩm quyền phổ quát của luật hình sự quốc tế,  các cuộc điều tra đã được mở ra ở Estonia, Đức, Lithuania, Ba Lan, Slovakia, Tây Ban Nha, Thụy Điển và Thụy Sĩ. 

## Các thủ tục pháp lý đang diễn ra

### Tòa án Công lý Quốc tế
Cuối tháng 2 năm 2022, Ukraina đã kiện Nga ra Tòa án Công lý Quốc tế (ICJ). Đơn kiện bác bỏ cáo buộc của Nga rằng Ukraina đang tham gia vào một cuộc diệt chủng ở Donbass và yêu cầu một lệnh của tòa án yêu cầu Nga ngay lập tức ngừng các hoạt động quân sự của mình ở Ukraina.  Họ cũng cáo buộc Nga "tham gia vào một cuộc xâm lược quân sự vào Ukraina liên quan đến những vi phạm nghiêm trọng và phổ biến đối với nhân quyền của người dân Ukraina."  Ukraina được đại diện bởi công ty luật Covington & Burling trong vụ kiện.
Nga đã tẩy chay một phiên điều trần ban đầu được tổ chức vào ngày 7 tháng 3 năm 2022,  và sau đó nói rằng họ không cử bất kỳ ai tham dự vì "sự vô lý" trong vụ kiện của Ukraine.   ICJ chỉ ra rằng họ sẽ quyết định đơn Ukraina về một lệnh khẩn cấp kêu gọi ngừng các hành động thù địch "càng sớm càng tốt." 
Vào ngày 16 tháng 3 năm 2022, tòa án phán quyết rằng Nga phải "đình chỉ ngay lập tức các hoạt động quân sự bắt đầu vào ngày 24 tháng 2 năm 2022 trên lãnh thổ của Ukraina."  Quyết định của tòa án là 13–2, với các thẩm phán Kirill Gevorgian của Nga và Xue Hanqin của Trung Quốc không đồng ý.  Tổng thống Ukraine Volodymyr Zelenskyy ca ngợi phán quyết này là một thắng lợi hoàn toàn cho đất nước của ông,  nói rằng việc phớt lờ lệnh này sẽ khiến Nga càng thêm cô lập. 

### Tòa án hình sự quốc tế
Vào ngày 28 tháng 2 năm 2022, Tòa án Hình sự Quốc tế (ICC) thông báo ý định điều tra các cáo buộc tội ác chiến tranh và tội ác chống lại loài người diễn ra ở Ukraina kể từ ngày 21 tháng 11 năm 2013. 

Một cuộc điều tra chính thức của ICC bắt đầu vào ngày 2 tháng 3, khi Karim Ahmad Khan, công tố viên của ICC, mở một cuộc điều tra đầy đủ về các cáo buộc trong quá khứ và hiện tại về tội ác chiến tranh, tội ác chống lại loài người và tội ác diệt chủng ở Ukraine của bất kỳ người nào từ ngày 21 tháng 11 năm 2013. trên. 
Các công tố viên ICC thường phải trải qua quy trình phê duyệt để bắt đầu điều tra — một quá trình có thể mất hàng tháng — nhưng cuộc điều tra Ukraina đã được theo dõi nhanh chóng sau 39 yêu cầu chưa từng có của các quốc gia thành viên ICC để bắt đầu quá trình tố tụng. 
Cuộc xâm lược đã vi phạm Quy chế Rome đã tạo ra Tòa án Hình sự Quốc tế và nghiêm cấm "cuộc xâm lược hoặc tấn công ... hoặc bất kỳ sự thôn tính nào bằng cách sử dụng vũ lực". Nga đã rút khỏi quy chế vào năm 2016, và không công nhận thẩm quyền của ICC  nhưng ba mươi chín quốc gia thành viên đã chính thức chuyển vấn đề lên ICC,  Ukraine không phê chuẩn quy chế nhưng đã ký hai tuyên bố chấp nhận quyền tài phán của ICC vào năm 2013 và 2014. 
ICC cũng thiết lập một cổng thông tin trực tuyến để những người có bằng chứng liên hệ với các nhà điều tra, đồng thời cử các nhà điều tra, luật sư và các chuyên gia khác đến Ukraina thu thập bằng chứng. 

#### Trở ngại trong việc truy tố tội gây hấn
Tuy nhiên, có ít nhất hai trở ngại tiềm tàng trong việc đưa các nhà lãnh đạo chính trị hoặc quân sự của Nga ra xét xử vì tội xâm lược. Thứ nhất, ICC không xét xử các bị cáo vắng mặt, có nghĩa là phải tìm ra cách để đưa các nhà lãnh đạo bị buộc tội đến The Hague.   Thứ hai, như đã giải thích ở trên, không giống như các tội phạm khác mà ICC có quyền tài phán, tội xâm lược chỉ có thể bị truy tố đối với các nhà lãnh đạo từ các quốc gia là thành viên của ICC trừ khi Hội đồng Bảo an Liên hợp quốc đưa ra đề nghị.   Nga không phải là thành viên ICC và có quyền phủ quyết thường trực các nghị quyết của Hội đồng Bảo an.
Một cách để vượt qua hạn chế thứ hai này có thể là thành lập một tòa án quốc tế đặc biệt để giải quyết các tội ác xâm lược Ukraina.   Tuy nhiên, một số người đã đặt câu hỏi về tiện ích của một tòa án như vậy.  Một giải pháp thay thế khác sẽ khắc phục được cả hai hạn chế là đưa các nhà lãnh đạo ra xét xử tại hệ thống tòa án trong nước của khoảng 20 quốc gia cho phép cả quyền tài phán chung đối với tội xâm lược và xét xử vắng mặt. 